# Alison Bechdel
Alison Bechdel (Lock Haven, 10 de setembro de 1960) é uma cartunista americana famosa por suas histórias em quadrinhos autobiográficas. Seu primeiro trabalho a chamar a atenção da crítica foi a série de tirinhas Dykes to Watch Out For, produzidas ao longo de 25 anos, entre 1983 e 2008. São tirinhas disruptivas por serem publicadas no contexto cultural dos anos 1980 e tratar de relacionamentos lésbicos. Apenas em 2006 que Bechdel obteve algum reconhecimento com a publicação de Fun Home - Uma tragicomédia em família (no original, Fun Home: A family tragicomic), uma obra autobiográfica em quadrinhos. 
O livro foi apontado pela revista Time como o melhor livro do ano (única HQ a receber essa distinção), além d ser finalista do National Book Critics Circle Award. Em 2007, o livro recebeu o Eisner Award, considerado o Oscar dos quadrinhos. Fun Home ainda ganhou uma adaptação musical na Broadway, produzida pela dramaturga Lisa Kron e pela compositora Jeanine Tesori, que recebeu cinco prêmios Tony Awards, inclusive o de Melhor Musical de 2015.
Seis anos depois da publicação de Fun Home, em 2012, a cartunista lançou uma nova graphic novel intitulada Você é minha mãe? Um drama em quadrinhos (no original, Are you my mother? A Comic Drama). O livro, também de teor autobiográfico trata de sua relação com a mãe. No Brasil, o livro foi lançado em 2013 com edição da Companhia das Letras.
Bechdel também é a criadora do Teste de Bechdel, que avalia preconceitos e estereótipos femininos em produções cinematográficas. Em 2014, a autora foi agraciada com uma bolsa pelo MacArthur "Genius" Award.

## Primeiros anos
Alison J. Bechdel nasceu em Lock Haven, Pensilvânia, filha de Helen Augusta (1933-2013) e Bruce Allen Bechdel (1936-1980). Seu pai era um veterano de guerra que dava aulas em uma escola de Ensino Médio e, simultaneamente, administrava a casa funerária da família. A mãe era atriz e professora. Alison frequentou o Simon's Rock College e, depois, o Oberlin College, graduando-se em 1981.

## Carreira
Bechdel se mudou para Manhatann e tentou ingressar em escolas de arte, mas não foi aceita e trabalhou em diferentes empresas ligadas à edição. Sua primeira tira foi publicado em junho de 1983, no jornal feminista Womannews. As tiras daquela época, mais tarde, originaram a série Dykes to Watch Out For, onde as personagens discutiram pela primeira vez os critérios do Teste de Bechdel. Ela também trabalhou fazendo ilustrações para revistas e sites antes de se dedicar aos quadrinhos em tempo integral, em 1990, e se mudar para Vermont, nos Estados Unidos, onde vive até hoje.

## Fun Home (2006)
Em 2006, Bechdel publicou Fun Home, uma biografia "tragicômica", em que narra sua infância e anos que antecederam e sucederem o suicídio de seu pai. A obra recebeu mais atenção da crítica que seus trabalhos anteriores, com resenhas em veículos importantes como Entertainment Weekly, The Guardian e The New York Times. Além disso, o título esteve por duas semanas na lista de best-sellers de não-ficção do New York Times.
Em 2011, foi publicado no Brasil pela Conrad com tradução de André Conti e, em 2018, republicado pela Todavia. Em Fun Home, Alison recorre a diferentes referências da literatura universal, como o mito de Ícaro e Dédalo, para rememorar a conturbada relação que a autora mantinha com seu pai, Bruce Bechdel. Professor de literatura, Bruce era bissexual e dedicava seus dias mais à reforma e aos reparos do casarão vitoriano onde vivia do que aos seus filhos. A mãe, por sua vez, esforçava-se para manter as aparências e, nesse contexto, administrava as relações familiares, a fim de atender a convenções sociais. Na narrativa, Alison revela o amadurecimento de sua própria sexualidade em uma obra que, pela complexidade e inovação, junta-se a outros clássicos dos quadrinhos autobiográficos, como Maus, de Art Spiegelman e Persepólis, de Marjane Sartrapi.

## Você é minha mãe? (2012)
Após escrutinar sua relação com o pai, Alison tem como foco as relações com a mãe em Você é minha mãe? Um drama em quadrinhos (Cia dos Quadrinhos, 2013). No livro, Bechdel organiza a história em sete capítulos, que dialogam com a teoria psicanalítica por meio da referência a uma série de textos de Freud através da análise de sonhos e da representação de cenas de sessões com suas diferentes terapeutas. Há também referências a escritora inglesa Virgínia Woolf, da poeta Alice Miller e do psicólogo Donald Winnicott.  Chamada  de "uma espécie de Woody Allen lésbica" pelo jornal britânico The Guardian, Bechdel não teme expor as dificuldades que sua mãe tinha para aceitar sua orientação sexual, bem como a relação pouco afetiva que ela mantinha com os filhos. Em 2013, a obra recebeu o Judy Grahn Award na categoria Não-ficção Lésbica e foi finalista do Lambda Literary Award na categoria Memória ou Biografia Lésbica.

## Livros selecionados traduzidos para o Português
- Você é Minha Mãe?: Um Drama em Quadrinhos (Cia dos Quadrinhos, 2013, tradução de Érico Assis, ISBN 978-85-3592-278-3)
- Fun home: uma tragicomédia em família (Conrad, 2007, tradução de André Conti, ISBN 9788576162711)
- Fun Home (Todavia, 2018, tradução de André Conti, ISBN 978-85-93828-98-0)
- O Essencial de Perigosas Sapatas (Todavia, 2021, tradução de Carol Bensimon, ISBN 978-65-5692-155-6)
- O Segredo da Força Sobre-humana (Todavia, 2023, tradução de Carol Bensimon, ISBN 978-65-5692-430-4)